# Prónay Sándor
Báró tótprónai és blatnicai Prónay Sándor (Acsa, 1760. április 7. – Acsa, 1839. február 5.) aranysarkantyús lovag, királyi kamarás, a Magyarországi Evangélikus Egyház egyetemes felügyelője.

## Élete
Prónay László (1734–1808) és Radvánszky Rozália (1742–?) gyermekeként született. 1790-től működött mint az evangélikus egyház felügyelője, az 1791. évi zsinatnak alelnöke volt. A zsinat évében aranysarkantyús lovaggá ütötték, és királyi kamarás lett. 1819-ben a Magyarországi Evangélikus Egyház egyetemes felügyelőjévé választották. Ezt a tisztségét húsz éven keresztül, egészen haláláig betöltötte. A főrendiház örökös, az országos küldöttség állandó tagja volt. A tudósok és írók pártfogójaként becses hírt szerzett magának. Az Akadémia igazgatóságának tagja volt haláláig, ahol halála után, 1840-ben Székács József tartott felette emlékbeszédet.

## Családja
Gyermeke nem volt, s így unokaöccsét, Prónay Albertet fiává és örökösévé fogadta.

## Művei
- Az országgyűlés elrendezéséről (Pest, 1830)

## Emlékezete
A Magyarországi Evangélikus Egyház Országos Presbitériuma Prónay Sándor-díjat alapított, melynek első átadására 2008-ban került sor.